# Detlef Ullrich
Detlef Ullrich (* 28. November 1955 in Forst/Lausitz) ist ein ehemaliger deutscher Fußballspieler im Sturm und Trainer. Er spielte für die BSG Energie Cottbus in der DDR-Oberliga.

## Karriere
Ullrich spielte in seiner Jugend von 1963 bis 1973 bei der BSG Fortschritt Forst, bevor er zur BSG Energie Cottbus wechselte. Zu seinem ersten Einsatz kam er am 8. September 1974 beim 1:1-Unentschieden gegen die BSG Aktivist Schwarze Pumpe. Auch in den folgenden Spielzeiten wurde er meist nur einmal eingesetzt. In der Oberliga debütierte Ullrich am 15. Mai 1976, als er am 26. Spieltag bei der 0:3-Niederlage gegen Rot-Weiß Erfurt in der 68. Minute für Lothar Schulz eingewechselt wurde. In der DDR-Liga-Saison 1977/78 kam er immerhin auf fünf Ligaspiele. 1980 ging Ullrich zur BSG Lokomotive Cottbus, wo er 1989 seine Karriere beendete.
Von 2002 bis 2004 sowie von 2008 bis 2011 wirkte Ullrich als Trainer bei der zweiten Mannschaft des FC Energie Cottbus. Am 20. März 2011 wurde er als sportlicher Leiter vom 1. FC Magdeburg verpflichtet. Er stellte den Kader zusammen und übernahm im von März bis Mai 2012 für sieben Spiele das Cheftraineramt.